# Басс, Анетта Яковлевна
Ане́тта (Аннэ́та) Я́ковлевна Басс (16 апреля 1930, Самара — 19 января 2006, там же) — советский и российский музейный работник. Заслуженный работник культуры РСФСР (1982).

## Биография
Дочь Якова Вениаминовича Басса и Елены Львовны Хейфец. Окончила искусствоведческое отделение исторического факультета Ленинградского университета, специализировалась по истории античного искусства Боспорского царства I—III веков н. э. В 1953 году по окончании университета вернулась в родной город на работу в Куйбышевский художественный музей. В 1958 году назначена директором музея (была самым молодым среди директоров художественных музеев России) и занимала эту должность в течение 47 лет, до конца жизни.
Музейная карьера Басс началась в середине 1950-х гг. с небезопасной работы по сохранению работ художников-авангардистов 1920-х, предписанных руководством КПСС к списанию из музейного фонда и уничтожению: было спасено около 440 произведений искусства конца XIX — начала XX вв. 1960-70-е гг. прошли в музее под знаком поиска и собирания уникальных работ среди частных коллекционеров города Куйбышева (фонд музея пополнился в результате работами Ф. Рокотова, В. Боровиковского, В. Тропинина, Н. Ге и др.) и выработки самосознания провинциального музея, осмысления его культурной миссии: неслучайно в 1967 году именно в Куйбышевском художественном музее была проведена первая в России конференция художественных музеев провинции. Басс входила в число активных участников Городского молодёжного клуба (ГМК-62), предоставляя залы музея для проведения его концертов, художественных и фотографических выставок.
С созданием архитектурного факультета в Куйбышевском инженерно-строительном институте им. А. И. Микояна читала там курсы истории искусства и архитектуры.
С 1989 года, после значительного расширения музейных площадей, работа Анетты Басс развернулась с новой силой — особенно в направлении включения в музейный контекст новейшего русского и зарубежного искусства. В 1995 году усилиями Басс музеем была выпущена книга «От модерна до авангарда», закрепившая лидирующее положение Самарского художественного музея среди нестоличных музейных учреждений. Последним выставочным проектом Басс была ретроспектива Энди Уорхола.
Особой заслугой Анетты Басс является открытие Дома-музея Репина в волжском селе Ширяеве, — помимо постоянной экспозиции здесь проходят и биеннале современного искусства.
В 1982 году Анетта Басс удостоена звания Заслуженный работник культуры РСФСР, в 2000 году — Государственной премии России в области литературы и искусства. Награждена орденом «Знак почёта».
Басс присвоены звания почётного гражданина города Самары (1995) и Самарской области (2003).
В 2019 году именем Анетты Басс была названа улица в посёлке Дубовый Гай (Самарская область).